# Каріна Плей
Каріна Плей (англ. Karina Play; нар. 29 липня 1979, Львів) — українська порноакторка.

## Біографія
Потрапила в порноіндустрію в 2002 році, в хардкор-порнофільмі. Знялася у фільмах таких порностудій, як Private, Evil Angel, Erotic Media, Zero Tolerance, New Sensations, 21 Sextury та Diabolic Video, а також на популярному порносайті Twistys.

## Фільмографія
- 110% Natural 4
- Rocco Meats Suzie
- Sexy Euro Girls 2
- Cum Dumpsters 3
- Truly Nice Tits 8: Breast Friends
- Christoph's Beautiful Girls 9
- Asses High 2
- Big Natural Tits 10
- Gaper Maker 5
- Outnumbered 4
- Sport Babes 1
- Three for All 4

## Нагороди та номінації
| Рік  | Нагорода   | Результат | Категорія                             | Робота        |
| ---- | ---------- | --------- | ------------------------------------- | ------------- |
| 2007 | AVN Awards | Перемога  | Найкраща сцена з зарубіжними акторами | Outnumbered 4 |